# 愛 (小惑星)
愛（めご、14032 Mego）は、小惑星帯にある小惑星である。由来から「愛姫」の名で紹介されることもある。
1994年12月、仙台市天文台の小石川正弘が、仙台市の愛子（あやし）観測所で発見した。

## 名称
仙台藩主伊達政宗の正室である愛姫（めごひめ）にちなんで命名されたもので、2007年7月の小惑星回報 (MPC 60299) で公表された。
小石川はこれよりさき、1999年に (6859) 伊達政宗を命名していたが、知人に「政宗だけだとかわいそうだ」と言われたこともあり、愛姫の名を提案した。
命名文には、西公園の仙台市天文台付近に、「愛姫櫻」と呼ばれる桜の名木があることが紹介されている。愛姫櫻は三春滝桜の子孫木で、2006年に西公園に植樹された。植樹式では、この小惑星に「愛（めご）」と名付ける「命名式」が行われている。西公園にあった仙台市天文台は2007年11月に閉鎖され、2008年7月から郊外に移転した。なお、西公園も小惑星に命名されている（10500 Nishi-koen）。